# Fereshteh Khosroujerdy
Fereshteh Khosroujerdy   () és una cantant iraniana amb discapacitat visual que va fugir de l'Iran i va anar a viure al Regne Unit l’any 2007 després de patir abús domèstic a mans del seu marit. L’any 2013 va ser nomenada una de les 100 dones de la BBC.

## Cançons
- Manzoor Sarfraz 28 de maig de l’any 2012